# Phi Velorum
Phi Velorum is een superreuzenster in het sterrenbeeld Zeilen. De ster is niet te zien vanuit de Benelux.